# Heteronyx rugosipennis
Heteronyx rugosipennis är en skalbaggsart som beskrevs av Macleay 1871. Heteronyx rugosipennis ingår i släktet Heteronyx och familjen Melolonthidae. Inga underarter finns listade i Catalogue of Life.